# Acanthodasys silvulus
Acanthodasys silvulus is een buikharige uit de familie Thaumastodermatidae. Het dier komt uit het geslacht Acanthodasys. Acanthodasys silvulus werd in 1992 voor het eerst wetenschappelijk beschreven door Evans. 